# Live at Budokan: Red Night
Live at Budokan: Red Night è un album dal vivo del gruppo musicale giapponese Babymetal, pubblicato nel 2015.

## Tracce
1. Megitsune (メギツネ) – 5:19
2. Doki Doki ☆ Morning (ド・キ・ド・キ☆モーニング) – 4:02
3. Gimme Chocolate!! (ギミチョコ！！) – 3:58
4. Iine! (いいね！) – 4:15
5. Catch Me If You Can (Catch me if you can) – 5:54
6. Uki Uki ★ Midnight (ウ・キ・ウ・キ★ミッドナイト) – 3:29
7. Rondo of Nightmare (悪夢の輪舞曲; Akumu no Rondo) – 3:41
8. Onedari Daisakusen (おねだり大作戦) – 3:37
9. Song 4 (4の歌; 4 no Uta) – 6:00
10. Akatsuki (紅月-アカツキ-) – 5:31
11. Babymetal Death (BABYMETAL DEATH) – 5:51
12. Head Bangya!! (ヘドバンギャー！！) – 5:31
13. Ijime, Dame, Zettai (イジメ、ダメ、ゼッタイ) – 8:58

## Formazione
- Su-metal
- Yuimetal
- Moametal